# Mořic Adolf Saský
Mořic Adolf Karel Saský, O.Melit., (německy Moritz Adolf Karl von Sachsen-Zeitz-Neustadt, 1. prosince 1702, zámek Moritzburg – 20. června 1759, Hradiště sv. Hypolita u Znojma) byl římskokatolický kněz a titulární arcibiskup farsalský, sídelní biskup v Hradci Králové (1731–33) a v Litoměřicích (1733–59).

## Život

### Dětství a mládí

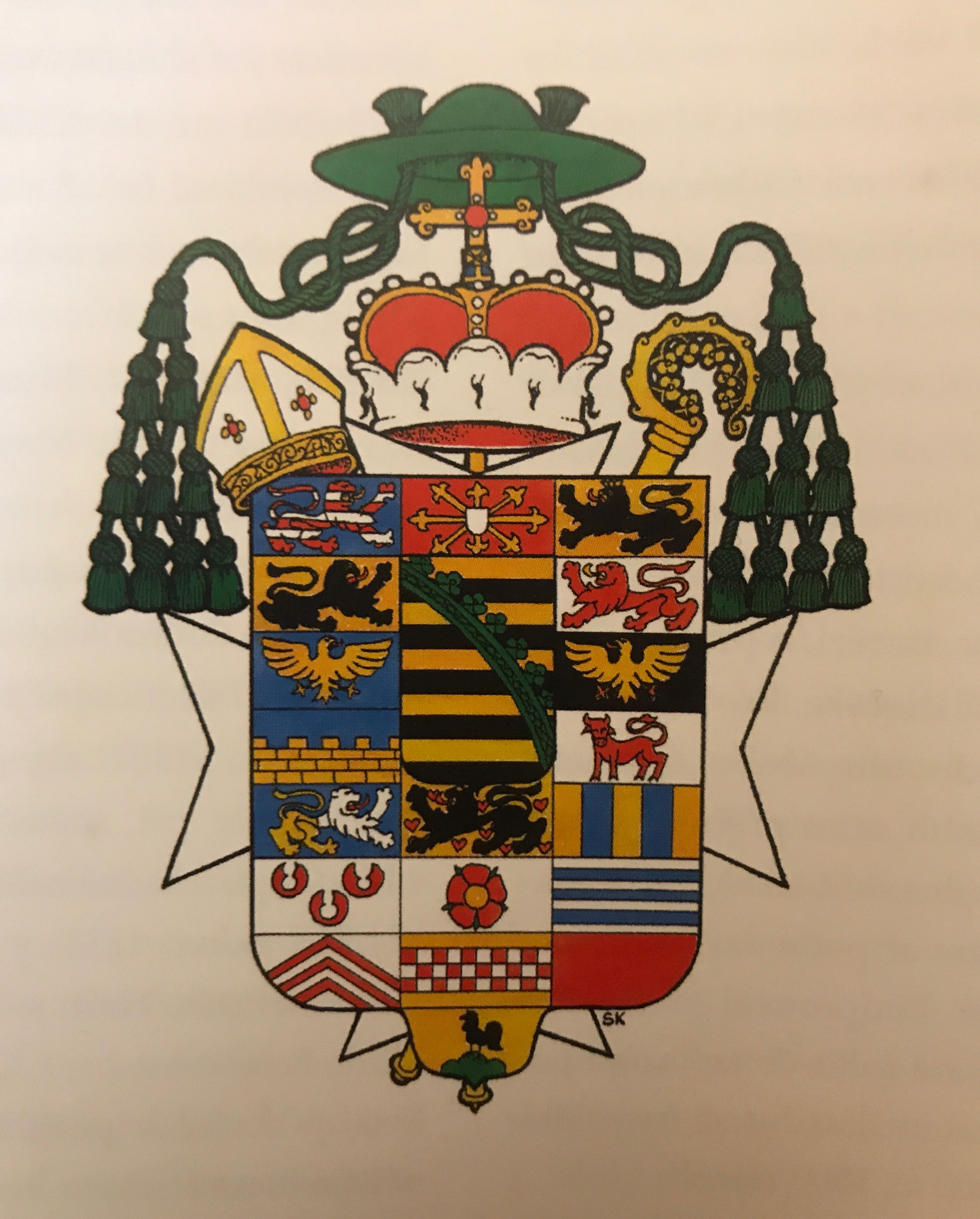
Osobní znak, arcibiskupské schéma

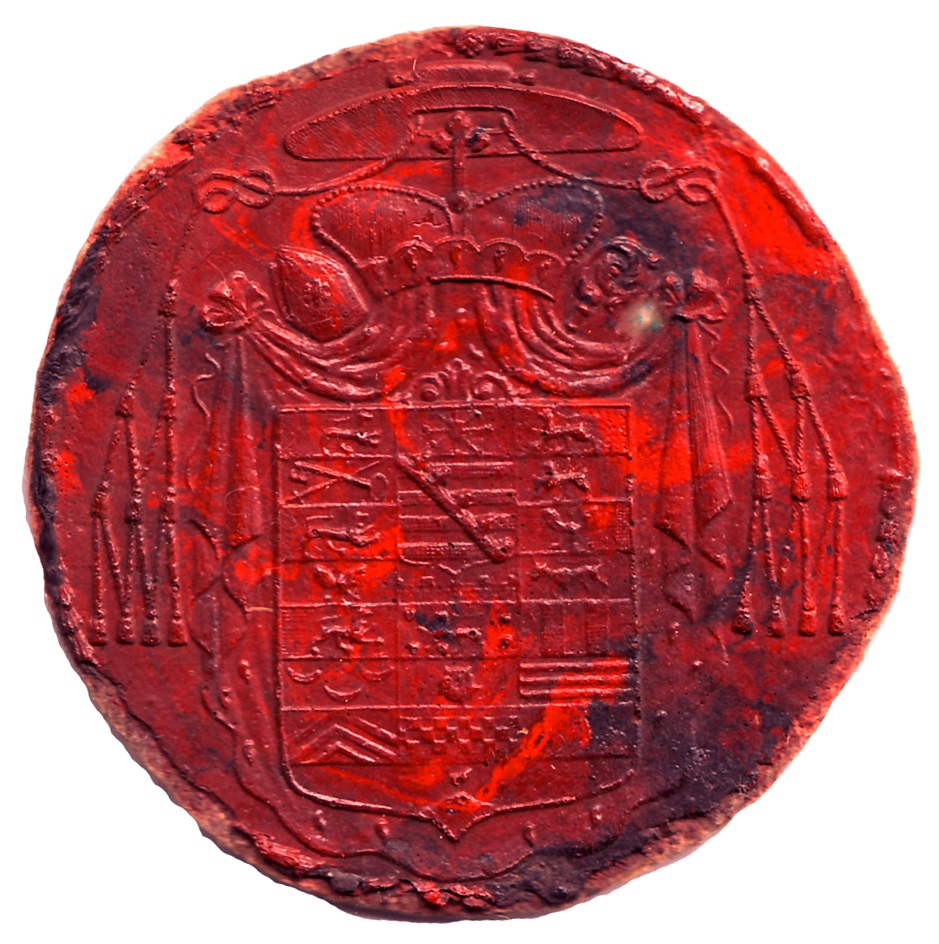
Biskupská pečeť, 1733

Narodil se 1. prosince 1702 v zámku Moriztburg jako vévoda sasko-zeitzsko-neustadtský. Jeho rodiči byli vévoda Bedřich Jindřich z vedlejší větve kurfirtského saského rodu luterského vyznání a jeho manželka Anna Frederika Filipína Šlesvicko-Holštýnsko-Sonderbursko-Wiesenburská.
Byl svým strýcem Kristiánem Augustem odňat matce a dán katolickým učitelům. Tento strýc, sám konvertita, se roku 1707 stal ostřihomským arcibiskupem. Do jeho rukou složil mladý Mořic v kterémsi maďarském, podle jiných v lužickém klášteře v Marienthalu, vyznání víry roku 1716  a v sedmnácti letech se stal členem kapituly v Kolíně nad Rýnem.

### Arcibiskup a sídelní biskup
Papež Benedikt XIII. jej 8. února 1730 jmenoval titulárním arcibiskupem (pro hac vice) z Farsaly. Vysvěcen byl v Drážďanech a Karel VI. ho jmenoval biskupem v Hradci Králové, kde byl intronizován 8. října 1731. Na vlastní žádost byl pak 4. července 1733 přeložen do litoměřické diecéze, intronizace proběhla 7. listopadu 1733.

### Biskupem v Litoměřicích
Šlechtic z nejvyšších kruhů evropské aristrokracie se zhlížel zejména ve svém slavném příbuzném, saském kurfiřtovi a polském králi Augustovi II. Silném, který učinil z Drážďan velkolepé rezidenční město s mnoha věhlasnými stavbami. Věnoval se proto zejména mecenášství a sběratelským zájmům, v Litoměřicích si vybudoval vlastní dvůr a zřídil obrazovou galerii, v níž měl 232 obrazů, z nichž 155 sám vlastnil a zbytek patřil biskupství. Část světských obrazů byla umístěna na zámku Stvolínky, která sloužila jako biskupská letní rezidence.
Oproti tomu v sídle své katedry se zdržoval jen zřídka. Diecézi spravovali v jeho nepřítomnosti generální vikáři Regner, Fischer a Jarschel. Za správy těchto svědomitých kněží došlo roku 1738 ke zřízení diecézního semináře. V roce 1739 se ujali v Konojedech u Úštěku správy kláštera servité a v roce 1753 byl na Mělníce usazen řád kapucínů. V roce 1744 obdrželi kapitulní děkan a starší kanovník v Litoměřicích právo pontifikálií, ostatní kanovníci fialový kanovnický pláštík.
Mořic Albert měl nesporné schopnosti a byl považovaný za schopného hodnostáře s velkými nadějemi. Mělo se zvažovat i jeho budoucí jmenování kardinálem. Přesto byl osobně nešťastným člověkem, trpícím tím, že mu rodina předurčila kněžské povolání, pro něž neměl vlohy ani pochopení. „Sám o sobě říkal, že matce vděčí za výchovu ve víře, ale nikoli za to, že se musel stát knězem. Nakonec svému zoufalství podlehl a vedl nepřiměřený život utápěný v marnotratnostech.“ Postupně se čím dál víc oddával světskému způsobu života, takže mu časem přestaly stačit výnosy z prebend a bohatých litoměřických statků. Roku 1746 byl na litoměřické biskupství dokonce uvalen konkurs. Vedle toho žil i s litoměřickou kapitulou ve stálých sporech pro svévolné i protiprávní zasahování do usnesení církevního soudu, a pro svou nesnášenlivou povahu.
Episkopát vévody Mořice Adolfa, navenek reprezentovaný nádherou pozdně barokního dvora, založeného na stále se množících dluzích, které vedly nakonec k sekvestraci (ustanovení nucené správy) a kuratelní administraci statků, znamenal pro kapitulu a katedrální kostel vedle ztrát finančních i nové spory s biskupem o výběr a dosazování kanovníků. Biskup protežoval své oblíbence ze svého „hofštátu“ (z něm. Hofstaat). Tragický byl příchod Johana Wilhelma von Horsta, sice už kanovníka kapituly v Lutychu a v Kolíně nad Rýnem, ale více světského dvořana než kněze, který nejenže nevykonával povinnosti, plynoucí z jeho prebendy II. königseggovského kanonikátu, ale svým zhoubným vlivem na biskupa přivedl jeho finance k úplnému zhroucení. Zásah císařovny spolu s úsilím děkana kapituly Wenzela Regnera, německého rodáka z Kličína, přinuceného k rezignaci na generální vikariát a oficialát, zabránily sice nejhoršímu, ale teprve potom, co byl von Horst odhalen jako pruský špion a vypovězen z císařských zemí. K dobrým počinům biskupovým patří získání papežského privilegia pontifikálií pro děkana a kanovníka seniora, a velké kapy (latinsky cappa magna – fialový pláštík) pro kanovníky (1744).
Ustálení poměrů v kapitule i v diecézi přinesl až příchod jeho nástupce Emanuela Arnesta hraběte z Valdštejna, do té doby světícího biskupa pražského (1760–1789).

## Na sklonku života
Smrt ho překvapila v Hradišti u Znojma na křižovnickém proboštství, kam se utekl před nepříjemnostmi sedmileté války 20. června 1759. Na proboštství v Hradišti byl umístěn k celému zaopatření na nátlak vídeňského dvora. Tamější probošt Hauer mu přidělil za obydlí celé východní křídlo reprezentační budovy, po předchozím ujištění saského dvora, že všechny výlohy spojené s vydržováním „serenissima“ budou zaplaceny. To se však ani za pět let po smrti vévodského hosta nestalo. Křižovnický probošt Hauer však ani na okamžik nepochyboval, že se tak stane, a proto se dal na účet tohoto dluhu do svého dávného plánu – generální opravy proboštské svatyně sv. Hypolita. Nešetřil při tom náklady a dal vyzdobit kostel slavnými obrazy freskaře Maulpertsche, kterého poznal při práci v blízkém Louckém klášteře. Saský dvůr zaplatil nejdříve na úhradu pohřbu zesnulého biskupa 7000 zlatých a později na vyrovnání celého dluhu poukázal ještě 14 150 zlatých prostřednictvím saského rezidenta ve Vídni Zikmunda z Pezoldu. K tomu řádu bylo ponecháno zařízení celého bytu a některé jiné věci. Tak rocheta s pravými bruselskými krajkami, dvě kasule a dva pluviály z pravého brokátu, nábytek ve stylu Ludvíka XV. potažený bledězeleným a karmazínovým sametem, všechno věci, které byly možná kdysi majetkem litoměřického biskupství.